# Boulengerella cuiveri

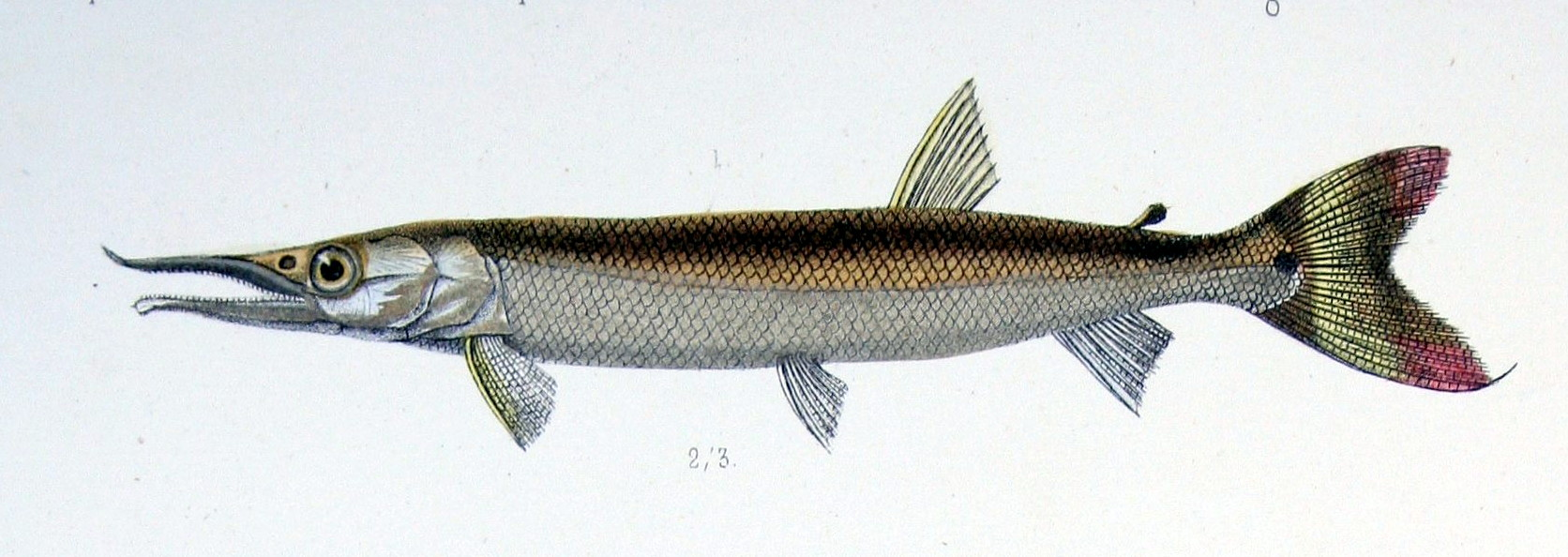
espécime

Boulengerella cuiveri, comumente conhecida como pirapucu, bicudo, dentre-de-cão, é uma espécie de lúcio-caracídeo da família Ctenoluciidae.
O peixe recebeu esse nome em homenagem ao naturalista e zoólogo francês Georges Cuvier (1769–1832), porque ele foi o primeiro a diagnosticar com precisão a família Salmones, que naquela época incluía todos os peixes caraciformes.

## Etimologia
O nome popular, pirapucu, vem do tupi antigo pirapuku, significando peixe (pirá) comprido (puku)

## Descrição
Boulengerella cuiveri atinge um comprimento máximo de 88 centimetres (35 in) e tem um peso máximo publicado de 6 kilograms (13 lb) . Possui de dez a onze raios moles dorsais, nove a onze raios moles anais e 48 a 49 vértebras. Não possui espinhos dorsais e anais. É carnívoro e normalmente se alimenta de peixes menores.

## Distribuição e habitat
Boulengerella cuiveri é um peixe de água doce nativo da região amazônica . Pode ser encontrado no Peru e no Brasil, no rio Orinoco na Colômbia e na Venezuela, e nos afluentes do Amazonas, como o rio Tocantins, o rio Araguaia, o rio Negro, o rio Madeira e outros até a Bolívia. Além disso, também pode ser encontrado no rio Essequibo na Guiana e na Guiana Francesa. Pode ser encontrado na superfície de áreas com água de fluxo rápido, geralmente atrás de obstáculos como troncos ou pedras caídos. 

## Estado de conservação
Em 2020, esta espécie foi avaliada pela Lista Vermelha da IUCN e determinada como uma espécie de menor preocupação . 
1. ↑  Navarro, Eduardo de Almeida (2013). Dicionário de tupi antigo: a língua indígena clássica do Brasil. São Paulo: Global. ISBN 978-85-260-1933-1